# Кирсановский район
Кирса́новский райо́н — административно-территориальная единица (район) и муниципальное образование (муниципальный район) на востоке Тамбовской области России.
Административный центр — город Кирсанов (в состав района не входит).

## География

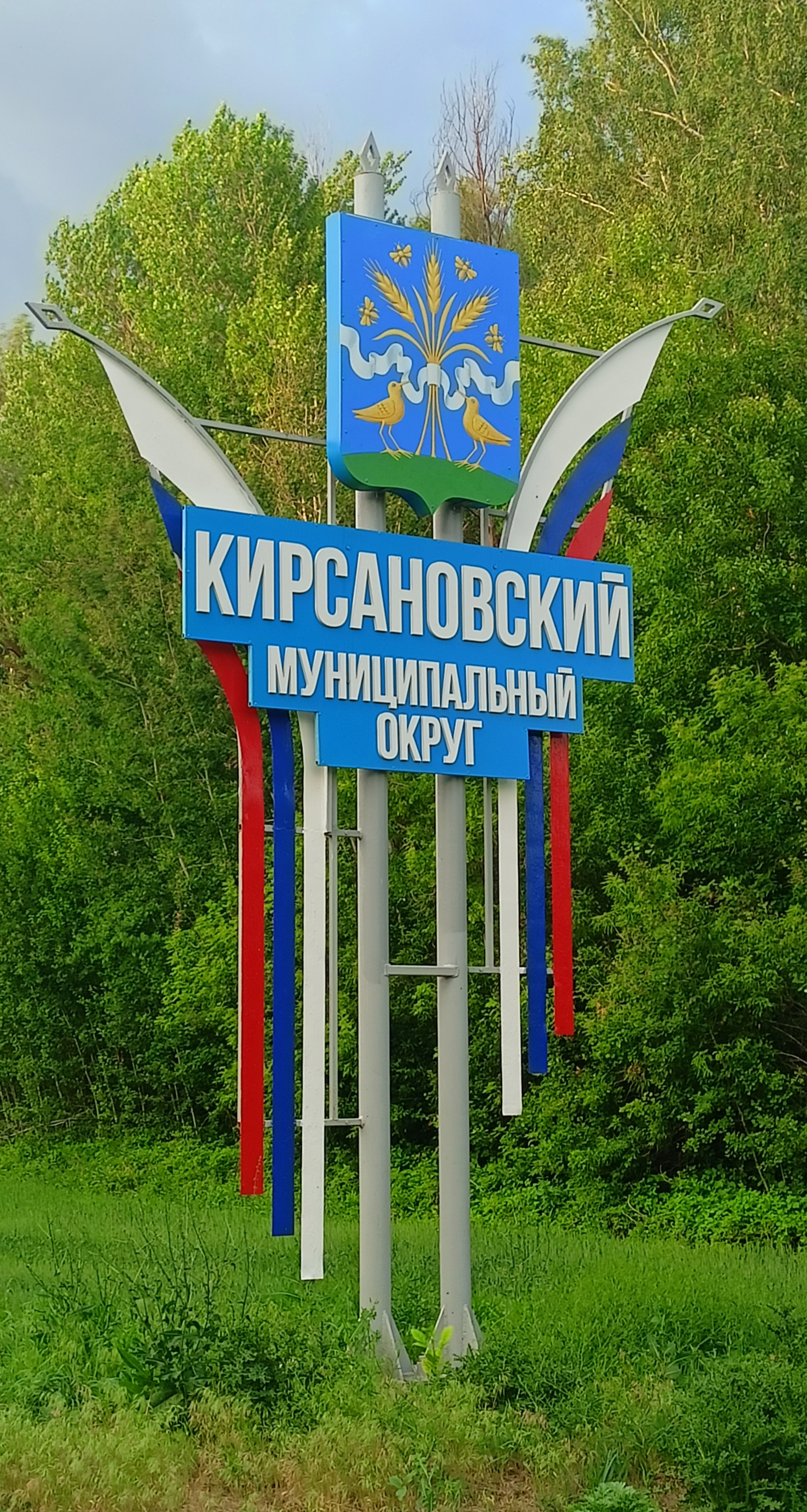

Площадь — 1308,11 км². Граничит с Гавриловским (на севере), Умётским (восточная часть), Инжавинским (на юге), Рассказовским (на западе) и Бондарским (северо-восток) районами области. На его территории находится озеро Рамза, и протекает река Ворона с многочисленными притоками.

## История
В XVI — XVIII веках происходило постепенное заселение современной территории Тамбовской области и Кирсановского района. Это были, в основном, выходцы из центральных регионов государства Российского. Служилые дворяне Московской Руси ко времени выхода в отставку получали от государства привилегии в виде небольших участков на свободных Тамбовских землях. Заселялись земли и крестьянами, которых привлекали свободные чернозёмные поля Тамбовщины. Этот достаточно многочисленный слой русских поселенцев получил название «однодворцы». В селе Рамза Кирсановского района и сегодня есть улица Однодворка.
Люди селились, в основном, на более высоком правом берегу реки Ворона. К концу царствования Ивана Грозного (1540-е годы) первые переселенцы из населённых пунктов Правобережья реки Ворона постепенно начинают осваивать плодородные земли вдоль реки Вяжля.
Во времена царствования Петра I происходит освоение Приворонья, и здесь начинают селиться богатые землевладельцы-дворяне. В первые годы 18 в. возникают села Калаис, Вячка, Ивановка, Паревка, Рамза и др. Ближе к середине века - Соколово, Ульяновка.
Весной-летом 1774 г. на территории района действовали отряды крестьянской армии Е.Пугачева. Повстанцы овладели селами Рамза, Репьевка, Иноковка и др. В мае 1861 г. в с.Вячка вспыхнули волнения крестьян, отказавшихся выполнять повинности в пользу помещиков.
В 1870 г. через Кирсановский уезд (и территорию нынешнего района) проходит линия Рязанско-Уральской железной дороги.
Осенью-зимой 1905 г. в ряде кирсановских сел происходят волнения крестьян. После 1905 г. в уезде действуют подпольные «крестьянские братства», сохраняется сильное влияние эсеров. В начале 1918 г. на территории района устанавливается Советская власть. В апреле 1918 г. в с.Иноковка произошло крестьянское восстание.
В 1919-1921 гг. Кирсановский район (особенно южная его часть) - один из центров «антоновщины».
В 1929-1930-е гг. в районе активно осуществляется коллективизация, к 1939 г. было создано 170 колхозов (с учетом Уметского района).
Кирсановский район образован в июле 1928 года на основании Постановления Президиума ВЦИК «Об образовании округов, районов, городов районного подчинения ЦЧО». В 1928-1930 гг. Кирсановский район входил в состав Тамбовского округа Центрально-Чернозёмной области, в 1930-1937 гг. - непосредственно в состав Центрально-Чернозёмной (с 1934 г. - Воронежской) области.
Осенью 1930 года в состав Кирсановского района вошла территория упраздненного Пересыпкинского района. В январе 1935 года происходит разукрупнение района: из него выделяются Гавриловский и Умётский районы.
С сентября 1937 года район — в составе Тамбовской области. В феврале 1944 года часть территории Кирсановского района передаётся образованному тогда же Граждановскому району.
Великая Отечественная война существенно сократила население района: каждый пятый житель отправился на фронт. За годы военных действий 12 человек, ушедшие на поле брани из Кирсановского района, удостоились звания Героя Советского Союза. Из тех, кто воевал, погибли в боях 3442 человека, несколько тысяч пропали без вести – 6500 человек. Население района работало на оборону страны.
Осенью 1959 года Кирсановскому району передаётся часть территории упраздненных Граждановского и Платоновского районов.
В феврале 1963 года в Кирсановский район входит территория Умётского и часть территории Гавриловского районов. В январе 1965 года Умётский район был восстановлен и вышел из состава Кирсановского района. В 1979 году из состава Кирсановского района вышел Гавриловский район.

## Население
| 1939    | 1959    | 1970    | 1979    | 1989    | 2002    | 2009    | 2010    | 2012    |
| ------- | ------- | ------- | ------- | ------- | ------- | ------- | ------- | ------- |
| 73 102  | ↘60 961 | ↘55 568 | ↘44 541 | ↘24 780 | ↘23 613 | ↘22 355 | ↘21 756 | ↘21 445 |
| 2013    | 2014    | 2015    | 2016    | 2017    | 2018    | 2019    | 2020    | 2021    |
| ↘21 212 | ↘20 704 | ↘20 295 | ↘20 247 | ↘19 717 | ↘19 239 | ↘18 862 | ↘18 540 | ↘18 370 |

### Национальный состав
По итогам переписи населения 2020 года проживали следующие национальности (национальности менее 0,1 % и другое, см. в сноске к строке «Другие»):

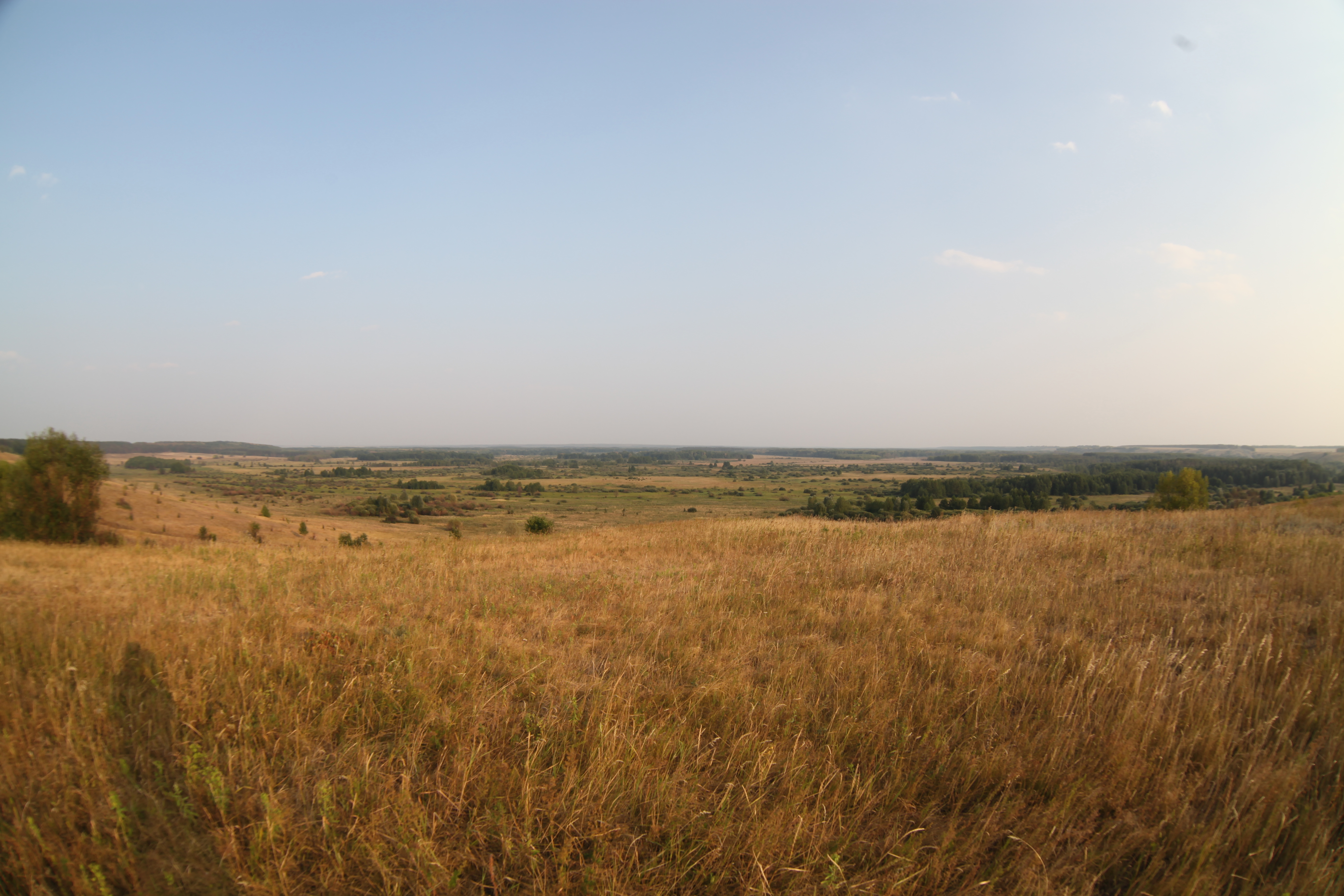
Кирсановский район.

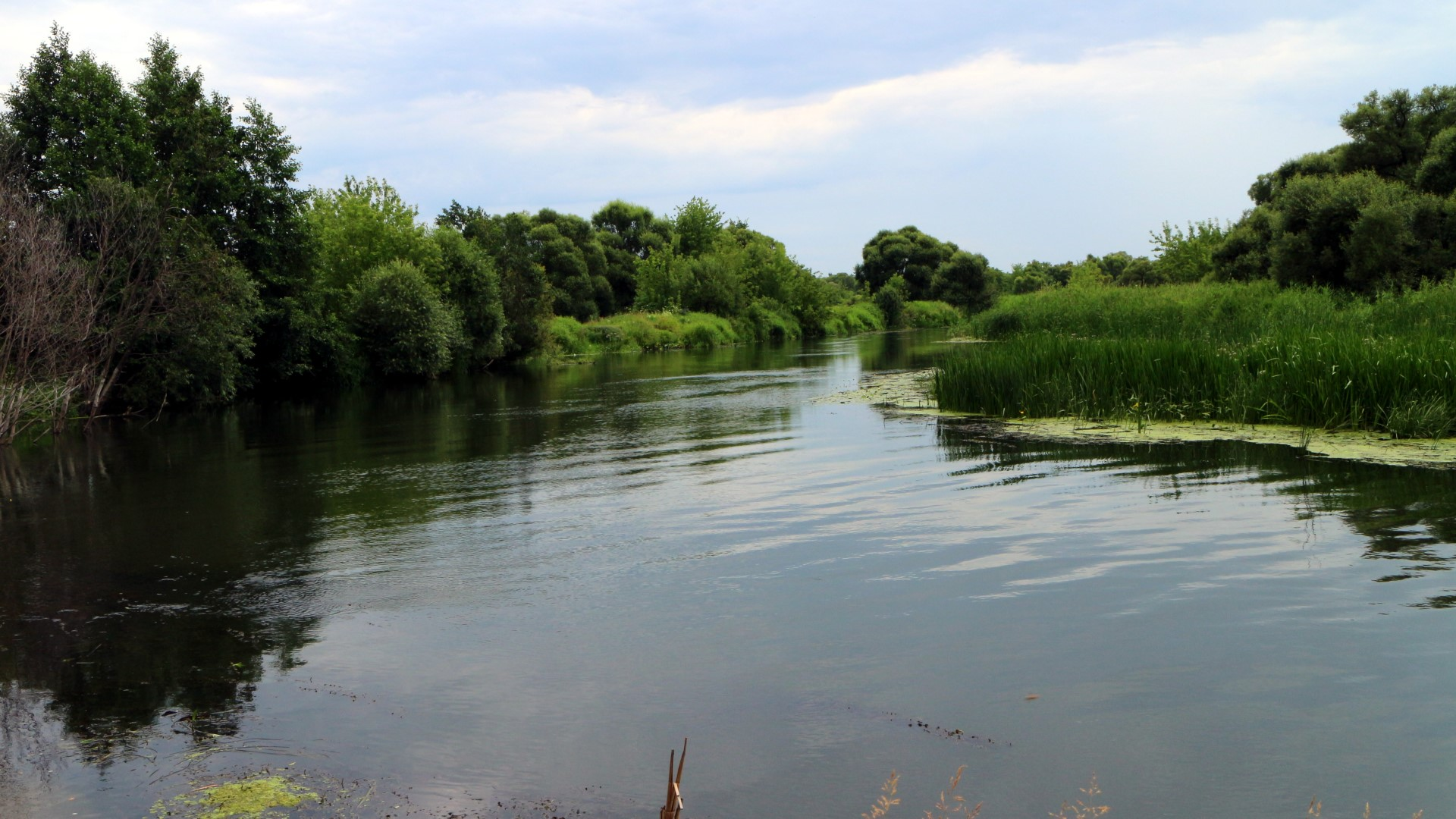
Река Ворона.

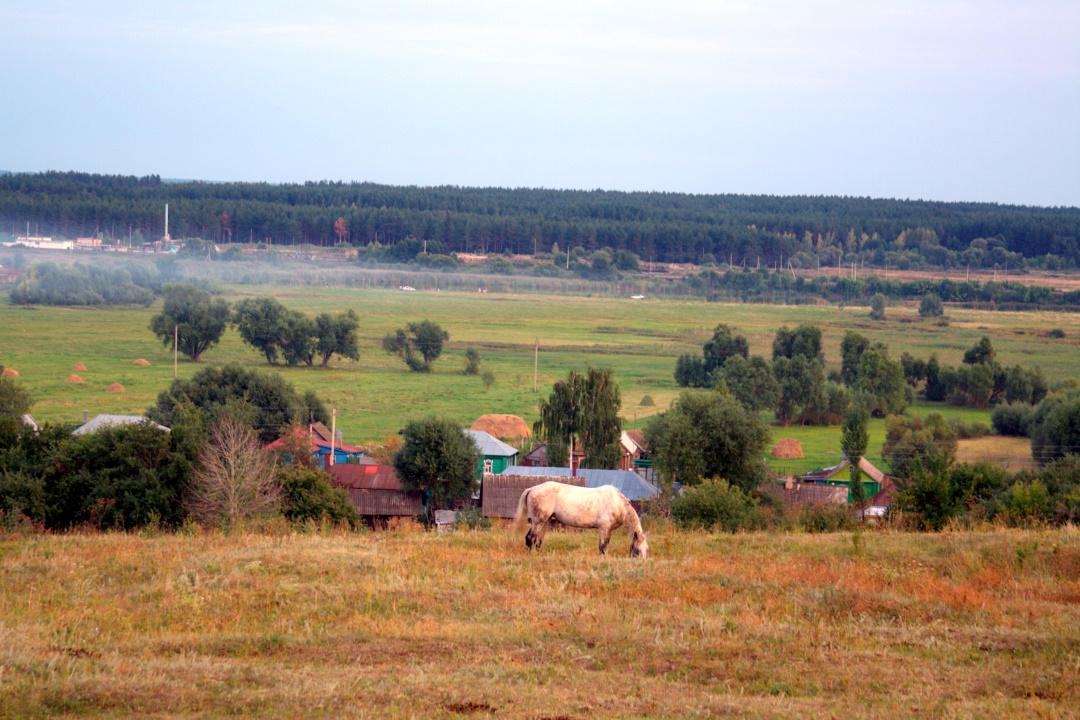
Кирсановский район. Шиновка.

| Национальность | Численность, чел. | Доля     |
| -------------- | ----------------- | -------- |
| Русские        | 17 604            | 95,83 %  |
| Цыгане         | 122               | 0,66 %   |
| Таджики        | 80                | 0,44 %   |
| Узбеки         | 65                | 0,35 %   |
| Украинцы       | 53                | 0,29 %   |
| Армяне         | 44                | 0,24 %   |
| Татары         | 28                | 0,15 %   |
| Азербайджанцы  | 19                | 0,10 %   |
| Другие         | 355               | 1,94 %   |
| Итого          | 18 370            | 100,00 % |

## Административно-муниципальное устройство
Кирсановский район как административно-территориальное образование включает 8 сельсоветов.
В Кирсановский район как муниципальное образование со статусом муниципального района входят 8 муниципальных образований со статусом сельских поселений:
| № | Муниципальное образование | Административный центр   | Количество населённых пунктов | Население (чел.) | Площадь (км²) |
| - | ------------------------- | ------------------------ | ----------------------------- | ---------------- | ------------- |
| 1 | Голынщинский сельсовет    | село Голынщина           | 8                             | ↘1931            | 165,95        |
| 2 | Иноковский сельсовет      | село Иноковка 1-я        | 2                             | ↘638             | 97,30         |
| 3 | Калаисский сельсовет      | село Калаис              | 7                             | ↗4273            | 161,32        |
| 4 | Ковыльский сельсовет      | посёлок Краснослободский | 14                            | ↗1214            | 196,64        |
| 5 | Ленинский сельсовет       | село Ленинское           | 8                             | ↘1005            | 94,91         |
| 6 | Марьинский сельсовет      | село Марьинка            | 10                            | ↘996             | 227,17        |
| 7 | Соколовский сельсовет     | село Соколово            | 18                            | ↘2141            | 281,15        |
| 8 | Уваровщинский сельсовет   | село Большая Уваровщина  | 12                            | ↗6172            | 83,67         |

В рамках организации местного самоуправления в 2004 году на территории района были созданы 10 муниципальных образований со статусом сельских поселений (сельсоветов). В 2009 году упразднённый Подвигаловский сельсовет включён в Соколовский сельсовет, а в 2013 году упразднённый Кобяковский сельсовет включён в Голынщинский сельсовет.

## Населённые пункты
В Кирсановском районе 78 населённых пунктов (все — сельские):
| №  | Населённый пункт   | Тип     | Население | Муниципальное образование |
| -- | ------------------ | ------- | --------- | ------------------------- |
| 1  | Беклемищево        | деревня | 50        | Соколовский сельсовет     |
| 2  | Берёзовка          | деревня | 37        | Соколовский сельсовет     |
| 3  | Большая Уваровщина | село    | 479       | Уваровщинский сельсовет   |
| 4  | Буровщина          | село    | 10        | Марьинский сельсовет      |
| 5  | Веселовка          | посёлок | 8         | Ковыльский сельсовет      |
| 6  | Ветровка           | посёлок | 142       | Калаисский сельсовет      |
| 7  | Восход             | посёлок | 105       | Голынщинский сельсовет    |
| 8  | Вяжля              | село    | 42        | Марьинский сельсовет      |
| 9  | Вячка              | село    | 619       | Калаисский сельсовет      |
| 10 | Голынщина          | село    | 1620      | Голынщинский сельсовет    |
| 11 | Двойнёвка          | деревня | 186       | Уваровщинский сельсовет   |
| 12 | Дербень            | село    | 95        | Марьинский сельсовет      |
| 13 | Екатериновка       | деревня | 58        | Ленинский сельсовет       |
| 14 | Жулидовка          | посёлок | 489       | Уваровщинский сельсовет   |
| 15 | Заречный           | посёлок | 18        | Калаисский сельсовет      |
| 16 | Иноковка 1-я       | село    | 671       | Иноковский сельсовет      |
| 17 | Иноковка 2-я       | село    | 409       | Иноковский сельсовет      |
| 18 | Ира                | село    | 175       | Ленинский сельсовет       |
| 19 | Искра              | посёлок | 3         | Ленинский сельсовет       |
| 20 | Калаис             | село    | 945       | Калаисский сельсовет      |
| 21 | Каргаловка         | посёлок | 27        | Голынщинский сельсовет    |
| 22 | Кезьминка          | посёлок | 8         | Марьинский сельсовет      |
| 23 | Клетинщина         | посёлок | 8         | Голынщинский сельсовет    |
| 24 | Кобяки             | село    | 359       | Голынщинский сельсовет    |
| 25 | Ковылка            | село    | 378       | Ковыльский сельсовет      |
| 26 | Компрессорная      | посёлок | 369       | Уваровщинский сельсовет   |
| 27 | Кончаки            | посёлок | 54        | Голынщинский сельсовет    |
| 28 | Коровинка          | посёлок | 13        | Уваровщинский сельсовет   |
| 29 | Краснослободский   | посёлок | 409       | Ковыльский сельсовет      |
| 30 | Красный            | посёлок | 35        | Ленинский сельсовет       |
| 31 | Красный Куст       | посёлок | 7         | Ковыльский сельсовет      |
| 32 | Красный Мыс        | посёлок | 16        | Ковыльский сельсовет      |
| 33 | Красный Октябрь    | посёлок | 2         | Уваровщинский сельсовет   |
| 34 | Красный Пахарь     | посёлок | 1         | Соколовский сельсовет     |
| 35 | Ленинское          | село    | 977       | Ленинский сельсовет       |
| 36 | Лесной             | посёлок | 129       | Уваровщинский сельсовет   |
| 37 | Малая Уваровщина   | село    | 308       | Уваровщинский сельсовет   |
| 38 | Марьинка           | село    | 210       | Марьинский сельсовет      |
| 39 | Мельничный         | посёлок | 8         | Ленинский сельсовет       |
| 40 | Мерлиновка         | деревня | 37        | Соколовский сельсовет     |
| 41 | Мирный             | посёлок | 171       | Ковыльский сельсовет      |
| 42 | Михайловка         | деревня | 0         | Соколовский сельсовет     |
| 43 | Можаровка          | деревня | 33        | Соколовский сельсовет     |
| 44 | Молоканщина        | село    | 795       | Калаисский сельсовет      |
| 45 | Монаково           | деревня | 5         | Соколовский сельсовет     |
| 46 | Моршань            | посёлок | 428       | Голынщинский сельсовет    |
| 47 | Несвитчено         | село    | 51        | Ковыльский сельсовет      |
| 48 | Николаевка         | деревня | 2         | Соколовский сельсовет     |
| 49 | Новая Ульяновка    | деревня | 0         | Соколовский сельсовет     |
| 50 | Овсяновка          | село    | 126       | Ленинский сельсовет       |
| 51 | Овсяновская Дорога | посёлок | 1471      | Уваровщинский сельсовет   |
| 52 | Ольшанка           | село    | 78        | Соколовский сельсовет     |
| 53 | Подвигаловка       | село    | 156       | Соколовский сельсовет     |
| 54 | Полевой            | посёлок | 1359      | Соколовский сельсовет     |
| 55 | Прямица            | посёлок | 1641      | Уваровщинский сельсовет   |
| 56 | Рамза              | село    | 322       | Марьинский сельсовет      |
| 57 | Рачиновка          | деревня | 5         | Соколовский сельсовет     |
| 58 | Репьёвка           | посёлок | 35        | Калаисский сельсовет      |
| 59 | Садовый            | посёлок | 1011      | Соколовский сельсовет     |
| 60 | Свищёвка           | село    | 49        | Ковыльский сельсовет      |
| 61 | Северный           | посёлок | 165       | Ковыльский сельсовет      |
| 62 | Серпы              | посёлок | 0         | Ленинский сельсовет       |
| 63 | Советский          | посёлок | 35        | Ковыльский сельсовет      |
| 64 | Соколово           | село    | 599       | Соколовский сельсовет     |
| 65 | Сосновка           | посёлок | 13        | Марьинский сельсовет      |
| 66 | Старица            | посёлок | 7         | Марьинский сельсовет      |
| 67 | Сурки              | посёлок | 126       | Голынщинский сельсовет    |
| 68 | Терны              | посёлок | 70        | Уваровщинский сельсовет   |
| 69 | Тихвинка           | деревня | 34        | Ковыльский сельсовет      |
| 70 | Тоновка            | посёлок | 891       | Уваровщинский сельсовет   |
| 71 | Трофимовка         | деревня | 31        | Ковыльский сельсовет      |
| 72 | Трубниково         | деревня | 18        | Соколовский сельсовет     |
| 73 | Ульяновка          | село    | 135       | Соколовский сельсовет     |
| 74 | Фёдоровка          | деревня | 22        | Ковыльский сельсовет      |
| 75 | Хмелинка           | село    | 104       | Ковыльский сельсовет      |
| 76 | Чутановка          | село    | 653       | Марьинский сельсовет      |
| 77 | Шиновка            | село    | 1586      | Калаисский сельсовет      |

| №  | топоним           | Тип     | Год упразднения |
| -- | ----------------- | ------- | --------------- |
| 1  | Кудрино           | деревня | 2017            |
| 2  | Кузнецовка        | деревня | 2017            |
| 3  | Ленинский         | посёлок | 2003            |
| 4  | Малиновка         | посёлок | 2017            |
| 5  | Новая Поляна      | посёлок | 2017            |
| 6  | Новокузнецовка    | деревня | 2003            |
| 7  | Орловка           | посёлок | 2003            |
| 8  | Садово-Драгунский | посёлок | 2017            |
| 9  | Советский         | посёлок | 2023            |
| 10 | Соловьёвка        | деревня | 2017            |

## Экономика
Сельское хозяйство
Кирсановский район, в основном, аграрный. Его промышленный сектор занимает ведущее положение в экономике района и играет важную роль в развитии не только района, но и АПК Тамбовской области.
Удельный вес района в валовой продукции сельского хозяйства области составляет 3,3%.
Площадь сельскохозяйственных угодий Кирсановского района по состоянию на 2017-2018 гг. составляет 105,3 тыс. га, из них обрабатываемая пашня – 77004 га. Процент использования земель в районе составляет 99,8.
В районе работают 9 сельхозпредприятий, 3 подсобных хозяйства, 42 КФК, в том числе растениеводством занимаются 23 фермера, животноводством – 18 (14 из них специализируются на молочном направлении, 3 занимаются птицеводством и 1 – кролиководством).
Основное направление в сельскохозяйственном производстве – это возделывание сахарной свёклы, зерновых культур, кукурузы, подсолнечника, а также занятие животноводством.
Производство зерновых и зернобобовых культур в 2017 году в весе после доработки составило 159,2 тыс. тонн, при средней урожайности 42,1 ц/га, валовый сбор подсолнечника- 11,6 тыс. тонн, при средней урожайности 14.1ц./га
По итогам 2017 года в хозяйствах всех категорий имеется 22017 голов крупного рогатого скота, это 82,9% к уровню прошлого года, в том числе 1175 голов фуражных коров, что составляет 99,9% к прошлому году, 1905 голов свиней (у населения)-99,8% к прошлому году.
За 2017 год хозяйствами всех форм собственности произведено 4998 тонн молока и 1352 тонн мяса.
Стратегическое направление агропромышленного комплекса Кирсановского района – обеспечить население продовольствием, сохранить сельский уклад жизни, создать для этого благоприятные социально-экономические условия на селе, обеспечить рентабельность, устойчивость функционирования отрасли и занятость населения .
Промышленность
В Кирсановском районе отсутствуют крупные промышленные предприятия, в областном промышленном секторе их удельный вес не достигает 0,1%. В перспективе предполагается развивать инвестиционные проекты.
Строительство
Одна из основных задач – улучшение жилищных условий населения, представление субсидий на улучшение жилищных условий, строительство объектов инженерной инфраструктуры. В 2017 году введено 10683 кв. м. жилья, что составило 101,9 % к уровню 2016 года.
Муниципальная программа «Обеспечение доступным и комфортным жильем и коммунальными услугами граждан района на 2014-2020 годы» Кирсановского района предполагает создание системы муниципальной поддержки молодых семей, нуждающихся в улучшении жилищных условий. Основная цель Программы – защита интересов молодых семей и предоставление государственной поддержки в решении жилищных проблем .

## Транспорт
В муниципальном районе находится железнодорожная станция Иноковка Юго-Восточной железной дороги, линия Тамбов — Ртищево, Центральный федеральный округ, Тамбовская область. Кроме того, в пределах Кирсановского района есть несколько остановочных пунктов для пригородных поездов и электричек:
- 557 км, остановочный пункт;
- 564 км, остановочный пункт;
- 566 км, остановочный пункт;
- Калаис, остановочный пункт;
- Овчарный, остановочный пункт;
- Тягуновка, остановочный пункт.

В Кирсановском районе находится 18 автостанций, работает развитая сеть междугороднего и городского автомобильного транспорта.
Автодорожная сеть представлена участком дороги Федерального значения 1р208-209-Тамбов-Пенза. Она пересекает район с запада на северо-восток, протяженность асфальтобетонного покрытия составляет 45 км. Дорожная сеть района дополнена внутрихозяйственными дорогами областного и местного муниципального значения. Длина автодорог с грунтовым покрытием составляет 1,7% от общей протяженности, с щебеночным покрытием – немногим более 1%. До 2020 года предполагается строительство северного автодорожного объезда г. Кирсанова.

## Культура
МБУК «Районный Дом культуры» – культурный центр для населения Кирсановского района, который имеет более 18 филиалов с селах и поселках. Основная деятельность Дома культуры – разнообразные услуги просветительского, развлекательного и социокультурного характера, развитие любительского художественного творчества. Работники МБУК развивают различные направления: нравственное, патриотическое, эстетическое и экологическое воспитание населения, пропаганда здорового образа жизни. На базе Дома культуры проводят репетиции и концерты три коллектива, имеющие звание «народный» .
Концерты и различные тематические мероприятия (викторины, конкурсы, квесты и т. п.) проводятся в культурном центре на постоянной основе, выступают известные деятели культуры и искусства, проходят передвижные выставки.
В Кирсановском районном доме культуры проходят тематические вечера, отмечаются юбилейные и праздничные даты, выступают драматические, вокальные танцевальные, хореографические, детские и другие народные коллективы.
В районе работает Муниципальное бюджетное учреждение культуры «Районная библиотека» Кирсановского района Тамбовской области, которое активно участвует в культурной жизни района и имеет филиалы в селах и поселках .

## Известные люди
Далеко за пределами России знают имена известных людей, родившихся и выросших на тамбовской земле в Кирсановском уезде:
- братья-декабристы Федор и Александр Вадковские;
- просветитель и друг А. С. Пушкина Н. И. Кривцов;
- поэт Баратынский, Евгений Абрамович;
- известная оперная певица народная артистка СССР Надежда Обухова;
- автор знаменитой оперы «Аскольдова могила» А. Н. Верстовский;

Тамбовским краем, в том числе и Кирсановским уездом, руководили такие известные люди, как А. А. Корнилов, брат прославленного адмирала и героя Севастополя, поэт Г. Р. Державин.
Деревню Усово Кирсановского уезда не раз посещал П. И. Чайковский. Тамбовский край вдохновил его на создание симфонической фантазии «Буря», Второй и Третьей симфоний. Здесь он инструментировал «Кузнеца Вакулу» («Черевички»), начал писать оперу «Опричник» .
Кирсановским районом в 2000-2004 гг. руководил Ю. М. Хохлов.

## Достопримечательности
- Памятник архитектуры — Троицкая церковь в селе 2-я Иноковка (1893 год).
- В овраге Долгое, в полутора километрах от села Ковылка Кирсановского района (на юго-востоке), находится природный родник «Вознесенский», освященный в честь Вознесения Господня. Святой источник обустроен, обнесен дощатым сооружением с крышей, территория вокруг родника замощена тротуарной плиткой. Там находится закрытая купальня. Вода родника кристально чистая, ее температура в течение года составляет 4 градуса[45].